# 大东亚战争军票

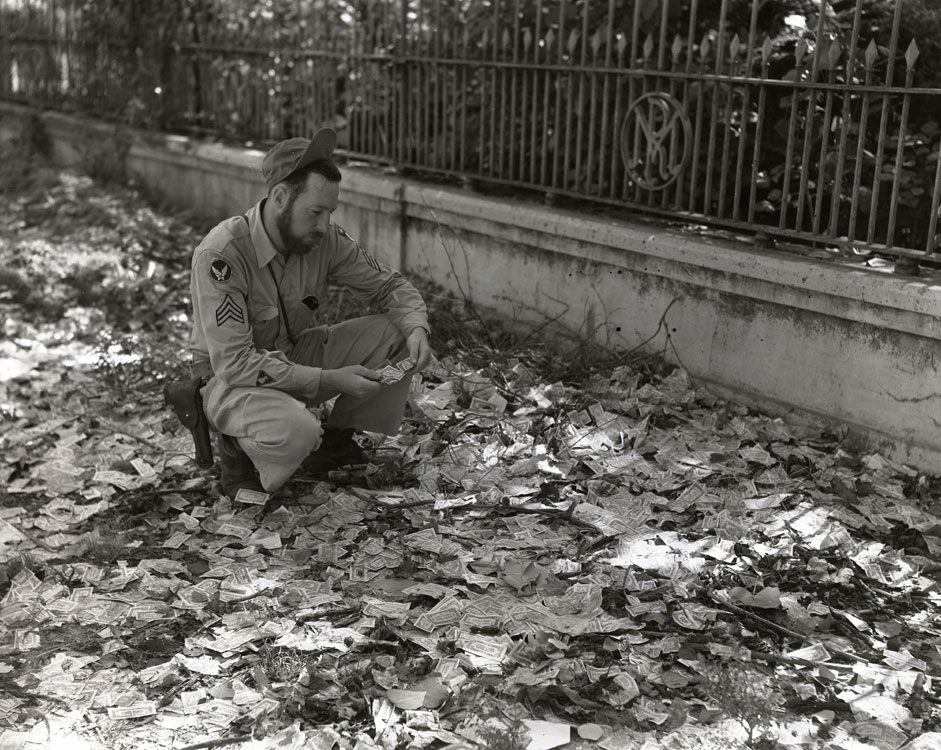
1945年日本投降后，缅甸仰光街头遍地日本军票。

大东亚战争军票（日语：〔〕／ Dai Tō-A Sensō Gunpyō）是二战期间日本政府在日军占领的东南亚地区发行的钞票的总称，由“南方开发金库”发行，属于日本军用手票。

## 概况
1941年太平洋战争爆发后，日本开始侵略东南亚地区。日本军政当局开始在殖民地发行与当地货币名称相同的纸币，同时废除当地原有货币。所有货币都是南方开发金库以“大日本帝国政府”的名义发行，并以当地通用语言（英语或荷兰语）印制。这些军票的发行范围涵盖了菲律宾、马来亚、新加坡、北婆罗洲、缅甸、荷属东印度以及部分太平洋岛屿。
1945年日本投降，导致多数旧日本殖民地的军票顿时形同废纸。在日本投降前，日本占领当局下令销毁所有库存纸币和相关银行记录。

## 种类
- 日本1944年在菲律宾发行的500比索纸币。
- 1944年发行的1000元香蕉票。
- 日本发行的10缅甸卢比纸币。
- 日军发行的10荷属东印度盾纸币。
- 日军发行的10先令纸币，在日本占领的太平洋岛屿流通。

### 菲律宾
1941年12月10日，日军登陆吕宋岛；1942年1月2日，马尼拉沦陷，日军随后废除当地旧有的比索，改为以日本政府名义发行的比索，包括面值为1、5、10、50分和1、5、10比索的货币，第二年发行了1、5、10比索的“兑换券”，1944年，发行100和500比索货币，1945年发行了1000比索的货币。这些钱币被菲律宾人称作“米老鼠比索”，因为严重的通货膨胀。1944年1月，菲律宾“米老鼠比索”的通胀率高达60%。反日报刊曾刊登了市场上的人们提的载货篮子塞满了“米老鼠比索”和各种票据的故事。1944年，一盒火柴就价值100“米老鼠比索”。1945年，一公斤番薯就要卖到1000“米老鼠比索”。

### 马来亚、新加坡、北婆罗洲
日军在当地发行的货币被当地人称为“香蕉票”，因其10元券印有香蕉树图案。香蕉票面值有1、5、10、50分和1、5、10、100、1000元。香蕉币为不具准备金的货币，起初与叻币等值，不过因为日本滥印香蕉币，导致了通货膨胀，变成1元叻币可以换到好几十元香蕉币。在现代，香蕉币时常被新马华人代称“不值钱的货币”或者指“某件东西不值钱”。

### 缅甸
日军占领缅甸后，1942年，占领当局发行了1、5、10分以及¼、½、1、5、10卢比的纸币。日本扶持的巴莫政权上台后，又增加了100卢比的纸币。

### 荷属东印度
1942年2月新加坡沦陷后，日军转而入侵荷属东印度。起初日占荷属东印度的纸币沿用过去的货币单位“gulden”（盾），面值有1、5、10分和1、5、10盾；后改为“Rupiah”（音译为“卢比”，但中文仍习惯翻译成“盾”），面值有½、1、5、10、100盾。日本投降后，日军发行的荷属东印度盾仍流通至1949年。该货币也是“大东亚战争军票”中唯一不是以英文而是以荷兰文印制的。

### 太平洋岛屿
太平洋战争爆发后，日军当局在其占据的英属新几内亚、所罗门群岛和吉尔伯特群岛等地发行了以“先令”为单位的纸币，面值只有两种：½先令和1先令。该货币有时会被误认为是日军为了侵略澳大利亚而发行的，但事实上日本当时并无入侵澳洲的计划。